# Карамышево (Московская область)
Карамышево — деревня в Дмитровском районе Московской области, в составе сельского поселения Куликовское. Население — 14 чел. (2010). До 2006 года Карамышево входило в состав Зареченского сельского округа.

## Расположение
Деревня расположена на северо-западе района, примерно в 25 км к северо-западу от Дмитрова, на одном из ручьёв бассейна реки Сестры, высота центра над уровнем моря 132 м. Ближайшие населённые пункты — Куминово на юго-востоке и Раменье на северо-востоке.

## Население
| 2002 | 2006 | 2010 |
| ---- | ---- | ---- |
| 12   | ↗13  | ↗14  |